# День айренатирутюна
День айренатирутюна (арм. Հայրենատիրության օր) — законопроект, предложенный 7 октября 2009 года на заседании Национального собрания Армении  рядом депутатов фракции «Дашнакцутюн» и руководителем фракции «Наследие» Стёпой Сафаряном, согласно которому 22 ноября провозглашалось «Днём айренатирутюна». Авторами законопроекта являлись Арцвик Минасян, Стёпа Сафарян, Артюш Шахбазян, Ваган Ованнисян, Гагик Геворгян, Ара Нранян, Лилит Галстян, Рузанна Аракелян, Араик Григорян. 11 ноября 2009 года Правительство Армении официально заявило, что на данный момент принятие данного законопроекта нецелесообразно. В итоге законопроект принят не был.
Впоследствии, 2 апреля 2010 года на заседании постоянных комитетом НС РА депутаты от фракции «Дашнакцутюн» второй раз предложили официально объявить 22 ноября «Днём айренатирутюна» путём внесения поправок в Закон Республики Армения «О праздниках и памятных днях». Однако постоянный комитет по государственно-правовым вопросам Национального собрания Армении посредством голосования также высказался против внесения предложенных изменений, 6 апреля 2010 года данный законопроект также был отклонён Национальным собранием Республики Армения при 26 голосах «за», 58 «против» и 6 воздержавшихся.

## Предыстория
Участие Османской империи в Первой мировой войне завершилось 30 октября 1918 года подписанием Мудросского перемирия. Общий круг вопросов, связанных с завершением войны, обсуждался в 1919—1920 годах на Парижской мирной конференции. В соответствии с её решениями, 10 августа 1920 года был подписан Севрский мирный договор между султанской Турцией с одной стороны, и Антантой с примкнувшими к ней странами — с другой. В соответствии с условиями этого договора Турция признавала Армению как «свободное и независимое государство». Турция и Армения соглашались подчиниться президенту США Вудро Вильсону по арбитражу границ в пределах вилайетов Ван, Битлис, Эрзрум и Трапезунд и принять его условия относительно доступа Армении к Чёрному морю (через Батум). Вудро Вильсон решил, что территория, которую стали называть «Вильсоновской Арменией», должна отойти армянам в соответствии с Севрским договором. Хотя договор был подписан де-юре  правительством Османской Турции, находившимся в оккупированном союзниками Стамбуле.  Однако созванное в Анкаре Мустафой Кемалем Великое национальное собрание Турции отказалось ратифицировать этот договор.

## Термин «айренатирутюн»
В современной армянской публицистике и историографии термином «айренатирутюн» (арм. հայրենատիրություն от слов арм. հայրենիք «родина» и арм. տիրություն «обладание, владение», буквально «обладание родиной») в широком смысле обозначается весь круг исторических прав и притязаний армянского народа на земли исторической Армении, не вошедшие в состав армянского государства по итогам региональных государственно-территориальных трансформаций в начале XX века, а в узком смысле — исторические права в отношении части Вильсоновской Армении, де-факто не вошедшей в состав армянского государства.